# Selahattin Özbir
Selahattin Özbir (* 22. Juli 1974 in Mannheim) ist ein ehemaliger deutsch-türkischer Fußballspieler. Durch seine kurze Tätigkeit für Fenerbahçe Istanbul wird er mit diesem Verein assoziiert.

## Spielerkarriere

### Verein
Özbir kam 1974 als Sohn türkischer Gastarbeiter in Mannheim auf die Welt und erlernte das Fußballspielen in den Jugendmannschaften diverser Ortsvereine. Im Sommer 1995 wechselte er in die türkische Türkiye 2. Futbol Ligi zu Afyonspor. Mit diesem Wechsel folgte er seinem Jugendfreund Ümit Davala der ein Jahr vorher von Mannheim zu Afyonspor gewechselt war. Bei diesem Verein gelang ihm schnell der Sprung in die Stammformationen. Er fiel hier dem damaligen Trainer der Türkischen Nationalmannschaft, Fatih Terim, auf und wurde als Zweitligaspieler 1996 zweimal in der Nationalelf eingesetzt. Durch diese Länderspieleinsätze fiel er mehreren Erstligavereinen auf. Der Istanbuler Spitzenklub Fenerbahçe reagierte am schnellsten und verpflichtete den Youngster zum Sommer 1996. Bei seinem neuen Verein konnte sich Özbir in zwei Spielzeiten lang keinen Stammplatz erkämpfen und wurde im Frühjahr 1999 an den Ligakonkurrenten Kocaelispor ausgeliehen. Auch bei Kocaelispor kam er auf lediglich zwei Ligaeinsätze.
Im Sommer 1999 kehrte er zu Fenerbahçe zurück und wurde von diesem Verein freigestellt. Daraufhin wechselte Özbir zu Antalyaspor und spielte nach einer kurzen Phase noch für Yıldırım Bosnaspor und Göztepe Izmir, ehe er im Sommer 2003 seine Karriere beendete.

### Nationalmannschaft
Für das anstehende Freundschaftsspiel vom 9. April 1996 gegen die Aserbaidschanische Nationalmannschaft lud der damalige türkische Nationalcoach Fatih Terim zu Testzwecken mehrere junge Spieler in den Kader der türkischen Nationalmannschaft ein. Neben solchen Spielern wie Ufuk Süer, Erbil Uzel, Vedat İnceefe und Hakan Şimşek gehörte auch Özbir zu den neu nominierten Spielern. Bei diesem Testspiel für die Türkische U21-Nationalmannschaft vom 9. April 1996 spielte er über die volle Spiellänge. Nach diesem Spiel lief Kara ein weiteres Mal für die Nationalelf auf.

## Erfolge
Mit Fenerbahçe Istanbul
- Premierminister-Pokalsieger: 1998/99